# Biografielijst Zs

## Zsc

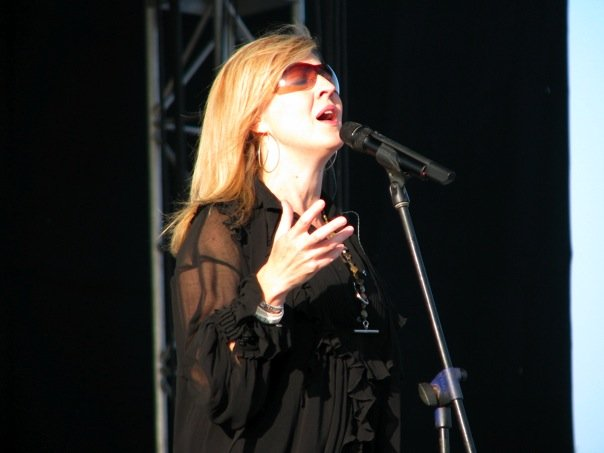
Darlene Zschech

- Darlene Zschech (1965), Australisch aanbiddingsleidster en singer-songwriter

## Zsi
- László Zsidai (1986), Hongaars voetballer
- Richard Adolf Zsigmondy (1865-1929), Oostenrijks-Duits scheikundige
- Gyula Zsivótzky (1937-2007), Hongaars atleet